# Agricultural Bank of China
L'Agricultural Bank of China, en français Banque agricole de la Chine chinois simplifié : 中国农业银行 ; chinois traditionnel : 中國農業銀行 ; pinyin : Zhōngguó Nóngyè Yínháng), est l'une des quatre principales banques de la République populaire de Chine. Initialement centrée sur le financement de projets agricoles, elle est devenue une banque commerciale et a diversifié ses activités à partir des années 1990. Bien que contrôlée par l'État chinois, elle est cotée en bourse depuis 2010.
Elle est, selon le Forbes Global 2000, la sixième entreprise mondiale en 2017.

## Présentation
L'Agricultural Bank of China a son siège à Pékin et dispose d'un réseau sur tout le territoire de la République populaire, ainsi qu'à Hong Kong et Singapour. Elle emploie 503 082 personnes. En mai 2017, l'Agricultural Bank of China est la troisième banque du pays pour le montant de ses actifs, qui s'élevaient à 17 856,27 milliards de yuan (2284,67 milliards d'euros).